# 伯特鎮區 (愛荷華州科蘇特縣)
伯特鎮區（英語：Burt Township）是位於美國愛荷華州科蘇特縣的一個行政鎮區。

## 地方資料
根據2010年美國人口普查的數據，伯特鎮區的面積為91.89平方千米，當中陸地面積為91.88平方千米，而水域面積為0.01平方千米。當地共有人口779人，而人口密度為每平方千米8.48人。